# 黒部川明日温泉
黒部川明日温泉（くろべがわあけびおんせん）は、富山県下新川郡入善町舟見および黒部市宇奈月町明日にある温泉。温泉名の「明日」は隣接する黒部市の地名からとられているが、入善町にもまたがっている。

## 概要
- 1985年（昭和60年）
  - 3月 - 温泉掘削を開始[2]
  - 7月 - 地下500mで39℃の温泉が毎分50リットルで自噴し始める[2]。
  - 年末 - 地下680mで45.8℃の温泉が毎分3,600リットルで自噴[2]。
- 1988年（昭和63年）4月 - 公衆浴場『明日やまばなの湯』開業。それまでは野ざらしで湯舟を据えていた時期もあったが、衛生や風紀上の問題から中止となっていた[2]。
- 1990年（平成2年）11月5日 - 『バーデン明日』開業[3]。
- 1993年（平成5年）9月 - 露店大岩露天風呂完成[1]。

## 泉質
『黒部川明日温泉』と『明日法福寺温泉』の2つの源泉があり、いずれも黒部市内に属するナトリウム炭酸水素塩化物泉である

## 温泉街
入善側には一軒宿の「黒部川明日温泉元湯 バーデン明日」が存在する。バーデン明日は鉄筋3階建てて部屋数は319室（うちツインの洋室2室）。客室の他に、宴会場や会議室、屋内プールがある。隣接して水耕楽園という農場があり、ここで摂れた野菜は会席メニューの材料として使用される。
バーデン明日の近くには「舟見寿楽苑」（1977年9月26日起工、1978年4月13日開業）「ふなみの湯 ふれあい温泉」および「ひばりの湯」（手足湯）も存在する。
黒部側には明日山荘さか栄（旧明日温泉山荘）が存在する。こちらの源泉の名称は『明日法福寺温泉』である。こちらは入浴のみの場合は「貸切制」となっているため、事前予約が必要である。

## 関連記事
- 宇奈月温泉（当温泉から最も近い温泉街）